# 雙斑擬鱸
雙斑擬鱸，為輻鰭魚綱鱸形目鱷鱚亞目虎鱚科的其中一種。

## 分布
本魚分布於印度西太平洋區，包括澳洲、印尼、巴布亞紐幾內亞、菲律賓等海域。

## 特徵
本魚體近圓柱形，上面身體中的2/5的鱗片的邊緣深褐色，中心灰白色。 身體上半部有8條V字形的深色橫帶微弱看得見，在每個V字形斑紋下側顏色較深。體側具二個突出的橢圓形的黑色斑點。前鰓蓋骨與鰓蓋的後緣呈鋸齒狀。頰部有櫛鱗，背鰭硬棘5枚；背鰭軟條20至24枚；臀鰭硬棘1枚；臀鰭軟條16至20枚，體長可達9.5公分。

## 生態
本魚棲息在開放的沙地或泥底質具有礁石的海域，屬於底棲性肉食魚類，以小型無脊椎動物和小魚為食。

## 經濟利用
可食用，但多以下雜魚處理。